# غريغوري أيرون
غريغوري أيرون (بالإنجليزية: Gregory Iron)‏ هو مصارع محترف أمريكي، ولد في 12 أكتوبر 1986 في كليفلاند في الولايات المتحدة.

## روابط خارجية
- غريغوري أيرون على موقع CageMatch worker (الإنجليزية)